# Allophylus setulosus
Allophylus setulosus är en kinesträdsväxtart som beskrevs av Ludwig Radlkofer. Allophylus setulosus ingår i släktet Allophylus och familjen kinesträdsväxter. Inga underarter finns listade i Catalogue of Life.